# چاینا نپستار
چاینا نپستار (انگلیسی: China Nepstar) شرکت داروسازی چینی است، که در سال ۱۹۹۵ تأسیس شد.